# Funkenburg (Leipzig)

Die Große Funkenburg gegen Ende des 19. Jahrhunderts

Funkenburg war der Name mehrerer Gebäude in Leipzig. Der erste Bau mit diesem Namen war ein in der zweiten Hälfte des 15. Jahrhunderts südöstlich des alten Leipzig errichtetes Vorwerk, das um 1600 näher an die Stadt, an die Frankfurter Straße, verlegt wurde. Hier führte es den Namen Große Funkenburg. Eine nahe gelegene Gaststätte Funkenburg wurde zur Unterscheidung Kleine Funkenburg genannt. Alle Gebäude existieren nicht mehr.

## Die erste Funkenburg
Der Leipziger Münzmeister Andreas Funke ließ sich zwischen 1479 und 1494 westlich der Marienquelle, etwa zwischen Grimm- und Bechsteinweg im heutigen Leipziger Ortsteil Marienbrunn, ein Gut errichten. Allein und weit außerhalb der Stadt gelegen, mag es wohl gut gesichert gewesen sein, so dass sich der Name Funkenburg, nach dem Namen des Gutsbesitzers, einbürgerte. Zur Funkenburg gehörten die Wasserrechte an der Marienquelle, deren halbe Nutzung ein Nachfolger Funkes 1502 an den Rat der Stadt Leipzig zur Trinkwasserversorgung über eine hölzerne Röhrenleitung verkaufte. Das Gut soll 1547 nach der erfolglosen Belagerung Leipzigs im Schmalkaldischen Krieg von den Truppen des Kurfürsten Johann Friedrich zerstört, aber bald danach wieder aufgebaut worden sein. Zum Ende des 16. Jahrhunderts löste der Rat der Stadt viele seiner Vorwerke auf. Er überließ die Funkenburg, die nun offenbar in seinem Besitz war, dem Leipziger Wolf Seidel unter der Bedingung, das Gut in Stadtnähe zu verlegen. (Lage der ersten Funkenburg: Karte)

## Die Große Funkenburg

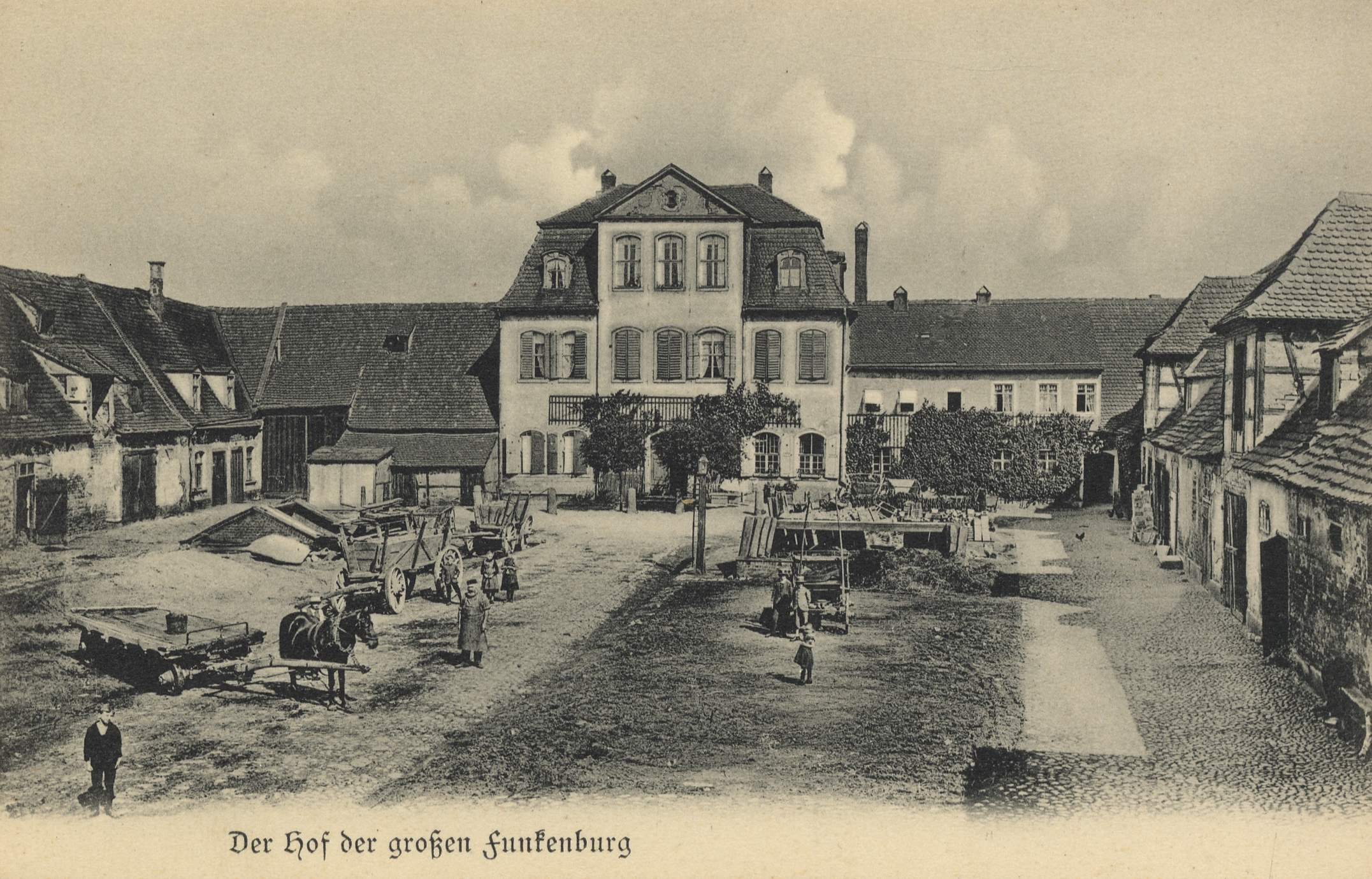
Der Hof der Großen Funkenburg

Die bisherige Funkenburg wurde deshalb abgerissen und unter Verwendung des alten Baumaterials um 1600 westlich Leipzigs in der Rannischen Vorstadt an der Frankfurter Straße, einem Teil der ehemaligen Via regia, ein großes Gut errichtet, das den Namen des alten Gutes mit übernahm und nun Große Funkenburg hieß. Das Gut lag zwischen dem vom Elstermühlgraben abzweigenden Ochsengraben und dem Faulgraben und hatte zwei große Teiche.

Das Wohnhaus Albert Lortzings

Um 1700 war das Gut im Besitz des Leipziger Oberpostmeisters Johann Jakob Kees des Jüngeren, der um 1712 große Teile durch David Schatz in barockem Stil neu errichten ließ. Teile des Gutes wurden auch als Herberge genutzt.
Im Laufe des 18. Jahrhunderts entstanden ein großer Saal und ein weitläufiger Vergnügungsgarten. Damit wurde die Große Funkenburg zu einem der beliebtesten Ausflugsziele der Leipziger. Im großen Garten mit der Teichanlage konnten sich über 500 Personen bei Bier, Gose, gutem Essen, Feuerwerk, Fischerstechen, Seiltanz und Vogelschießen amüsieren.
Von 1844 bis 1846 wohnte Albert Lortzing in einem Gartenhaus, das zur Großen Funkenburg gehörte.
1855 kaufte der Leipziger Bankier Woldemar Frege das Areal der Großen Funkenburg. Er und sein Sohn Arnold Woldemar von Frege-Weltzien betrieben ab den 1880er Jahren die Parzellierung und den Verkauf des Gebietes zur Errichtung von hochwertigen Wohngebäuden. Es entstand das Waldstraßenviertel. Die Große Funkenburg wurde 1897 abgerissen. Die heutige Funkenburgstraße markiert die Achse des ehemaligen Haupthauses und die Mittelachse des Hofes und die baumbestandene Tschaikowskistraße die ehemalige Gartenallee. (Lage der Großen Funkenburg: Karte)

## Die Kleine Funkenburg

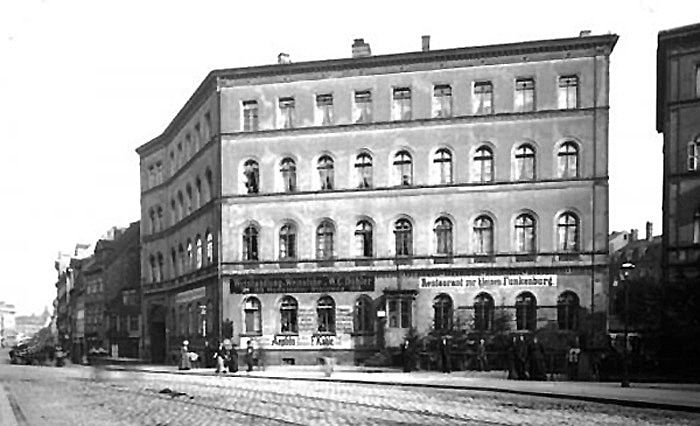
Die Kleine Funkenburg um 1905

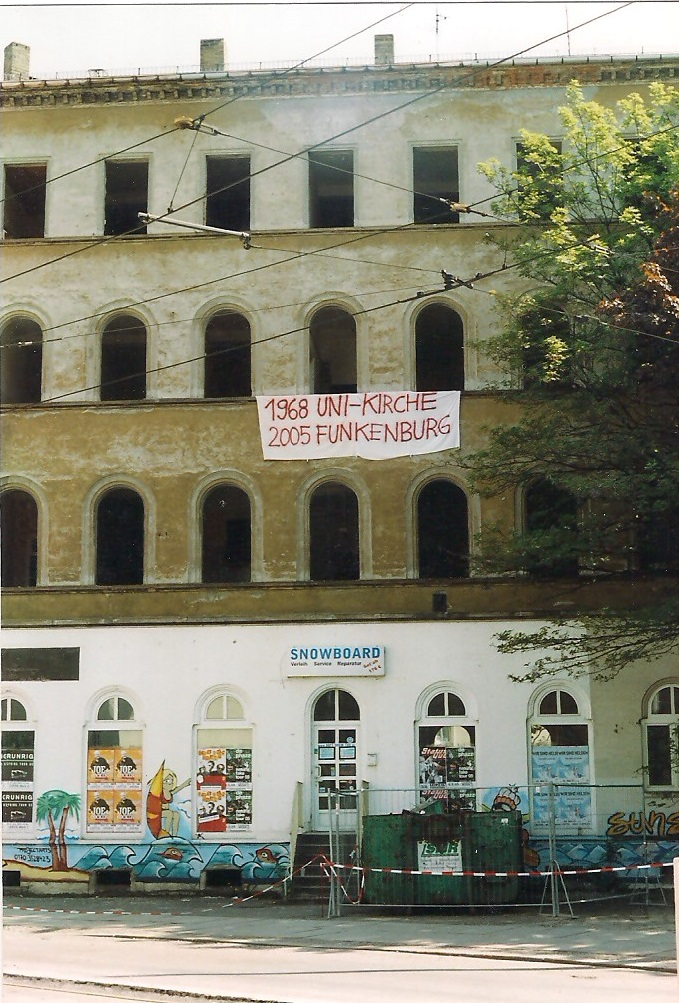
Kleine Funkenburg am 1. Mai 2005

Einige Meter stadtwärts befand sich auf der gegenüber liegenden Straßenseite im 18. Jahrhundert ein kleines Gut, das zu dem Grundstück gehörte, auf dem 1740 Johann Zacharias Richter seinen berühmten Garten errichtete. Es hieß seit Beginn des 19. Jahrhunderts Kleine Funkenburg. 1820 wurde das Gut unabhängig vom Garten verkauft und kam 1832 an den Leipziger Brauereibesitzer Carl Wilhelm Naumann. 1864 errichtete dieser ein mehrstöckiges spätklassizistisches Wohngebäude mit einer Gaststätte, die auch Kleine Funkenburg hieß. Nach Schließung der Gaststätte ging der Name auf das Gebäude über. In den 1920er Jahren kam es in den Besitz der Stadt. Das Haus hatte als einziges der südlichen Straßenseite vor der ehemaligen Elstergrabenbrücke den Zweiten Weltkrieg überstanden und stellte ein städtebaulich erhaltenswertes Denkmal dar. Es wurde 2005 im Zuge der Neugestaltung des Ranstädter Steinwegs vor der Fußballweltmeisterschaft 2006 trotz zahlreicher Proteste abgerissen. (Lage der Kleinen Funkenburg: Karte)